# Malcolm Macdonald
Malcolm Ian Macdonald (født 7. januar 1950 i Fulham, England) er en tidligere engelsk fodboldspiller, der spillede som angriber. Han var på klubplan tilknyttet Fulham,Luton Town, Newcastle United og Arsenal i hjemlandet, samt svenske Djurgårdens IF. Længst tid tilbragte han hos Newcastle, hvor han spillede fem sæsoner.
Macdonald spillede desuden mellem 1972 og 1976 14 kampe og scorede seks mål for Englands landshold, som han debuterede for 20. maj 1972 i et opgør mod Wales.
Efter at have stoppet sin aktive karriere var Macdonald træner for henholdsvis Fulham og Huddersfield.